# Болезнь Уиппла
Болезнь Уиппла (син.: интестинальная липодистрофия, липогранулематоз брыжейки, хиладенэктазия мезентериальная)  — редкое заболевание кишечника инфекционной природы с разнообразными клиническими проявлениями. Впервые описано американским патологоанатомом Джорджем Уипплом (англ. George H. Whipple) в 1907 году, наблюдавшим в аутопсийном материале выраженное увеличение мезентериальных лимфатических узлов в сочетании с воспалением серозных оболочек. При гистологическом исследовании кишечника и лимфоузлов им были выявлены множественные отложения липидов и большое количество макрофагов, содержащих аргирофильные палочкообразные структуры. Автор предположил, что в основе заболевания лежит нарушение метаболизма жира, которое он предложил назвать «интерстициальной липодистрофией».

## Этиология
Джордж Уиппл первым обнаружил в слизистой оболочке тонкой кишки микроорганизмы, схожие с бледной спирохетой. Однако, длительное время многие учёные оспаривали инфекционную природу этого заболевания.
В 1949 году было установлено, что в биоптатах из лимфатических узлов и тонкой кишки содержатся PAS-позитивные (англ. PAS — periodic acid Schiff) макрофаги с включениями, похожими на продукты распада бактерий. Возбудителями болезни объявлялись многие бактерии, выделявшиеся в культуре из биоптата (коринебактерии, бруцеллоподобные микроорганизмы, L-форма стрептококка и др.)
В 1991 году R. Wilson, а затем в 1992 году D. Realman с помощью полимеразной цепной реакции (ПЦР) выделили грамположительную бациллу из материала инфицированных тканей больного, названную Tropheryma whipplei (от греческого trophe — питание, eryma — барьер).
T. whipplei — это грамположительная бактерия. На основании схожести 16S рибосомной РНК, установлено её родство с актиномицетами группы Б (семейство Cellulomonadaceaea). Бактерия имеет трёхслойную клеточную оболочку, единственную круговую хромосому и небольшой размер генома. Полагают, что патогенными могут быть не все, а строго определённые штаммы возбудителя. Tropheryma whipplei была культивирована в клеточной среде человеческих фагоцитов, дезактивированных интерлейкином (ИЛ-4, ИЛ-10) и дексаметазоном.

## Патогенез
Выявление типичных пенистых макрофагов в периферических лимфатических узлах, печени, легких, ЦНС и других органах, а также вовлечение в патологический процесс сердца и суставов свидетельствует о системном характере заболевания. В патогенезе болезни Уиппла наряду с генерализацией инфекции большое значение придается иммунологическим нарушениям, в частности, изменениям соотношения регуляторных субпопуляций Т-лимфоцитов, утрате способности макрофагов лизировать возбудителя и др. Болезнь Уиппла часто ассоциируется с лейкоцитарным антигеном HLA-B27.

## Симптомы
Болезнью Уиппла страдают мужчины в возрасте 40-50 лет, однако оно не исключается и в других возрастных категориях. В частности, болезнь может дебютировать у детей 3-летнего возраста. Болезнь поражает различные органы и системы.
В клинической картине заболевания преобладают симптомы мальабсорбции. В течении заболевания выделяют 3 стадии:
- I — внекишечные симптомы (лихорадка, полиартрит);
- II — диарея, потеря массы тела, белковая недостаточность, признаки гиповитаминоза, нарушения всасывания питательных веществ.
- III — системные проявления (неврологическая симптоматика, панкардит, полисерозит)

Возможны следующие внекишечные проявления болезни Уиппла:
- Симптомы надпочечниковой недостаточности — низкое артериальное давление, пигментация кожи, анорексия, гипонатриемия, гипогликемия.
- Поражение кожи — эритема, узловатая эритема.
- Поражение глаз — увеит, ретинит, кератит.
- Поражение сердечно-сосудистой системы — фиброзный эндокардит, миокардит, перикардит, полисерозит, коронарит.
- Поражение центральной и периферической нервной системы — нарушение слуха, зрения, атаксия, поражение черепных нервов, полинейропатии.

## Диагностика
Для постановки диагноза необходимо морфологическое исследование биоптата слизистой оболочки верхних отделов тонкой кишки.

## Лечение
Лечение должно включать бактерицидные антибиотики, хорошо проникающие через гематоэнцефалический барьер, например тетрациклин или его аналоги доксициклин, метациклин, тайгециклин в течение 2-5 месяцев. Затем для поддержания ремиссии следует перейти на интермиттирующую (до 9 месяцев) терапию с приемом препарата через день или 3 дня в неделю с перерывом в 4 дня.
Для лечения болезни Уиппла также используется триметоприм-сульфаметоксазол (Бисептол, Ко-тримоксазол).
При церебральных поражениях рекомендуется следующая схема терапии: 1,2 млн ЕД бензилпенициллина (пенициллин G) и 1 г стрептомицина парентерально ежедневно в течение 2 недель с последующим назначением Ко-тримоксазола (триметоприм — 160 мг и сульфаметоксазол — 800 мг) дважды в день в течение 1-2 лет до отрицательного результата ПЦР и исчезновения T. whipplii в биоптатах из двенадцатиперстной кишки.
Длительная, в течение 1-2 лет, поддерживающая терапия Ко-тримоксазолом считается наиболее успешной в плане профилактики неврологической симптоматики.
В качестве вспомогательной терапии рассматривается назначение кортикостероидов 30-40 мг/сут с последующим постепенным снижением дозы, коррекция метаболических и водно-электролитных расстройств, восполнение дефицита витаминов.